# Geoffrey Hull
Geoffrey Hull (ur. 6 września 1955) – australijski językoznawca, etnolog i historyk. 

## Życiorys
Zajmuje się językami Europy i Pacyfiku. Do jego zainteresowań naukowych należą: fonetyka, językoznawstwo historyczne i typologia lingwistyczna.
Doktoryzował się na Uniwersytecie w Sydney. Obecnie (2020) piastuje stanowisko profesora na Uniwersytecie Macquarie.
Poświęcił się na rzecz standaryzacji języka tetum z Timoru Wschodniego. Jest autorem podręczników do tego języka oraz innych języków Timoru Wschodniego.

## Wybrana twórczość
- The Linguistic Unity of Northern Italy and Rhaetia (1982)
- Polyglot Italy: Languages, Dialects, Peoples (1989)
- The Languages of East Timor. Some Basic Facts (2004)
- Standard Tetum-English Dictionary' wyd. 2. (2002)
- Tetum Language Manual for East Timor (2000)